# Guy Mitchell
Guy Mitchell, (születési nevén Albert George Cernik; Detroit, Michigan, 1927. február 22. – Las Vegas, Nevada, 1999. július 1.) amerikai énekes és színész, aki saját hazáján kívül az Egyesült Királyságban és Ausztráliában is ismert lett. Pályafutása során körülbelül 50 millió lemezt adtak el tőle szerte a világon.
Guy Mitchell szülei horvátok voltak. Eredetileg lóversenyző is volt, ám ezzel a tevékenységével később sikerei miatt felhagyott.
Mitchell 1999. július 1-jén, 72 évesen halt meg a Las Vegas-i Desert Springs Kórházban rákműtétből eredő szövődmények következtében.

## Diszkográfia

### Kislemezek
| Év   | Kislemez | Slágerlistás helyezések | Slágerlistás helyezések | Slágerlistás helyezések | Slágerlistás helyezések | Slágerlistás helyezések | Slágerlistás helyezések | Album               |
| Év   | Kislemez | US                      | CB                      | UK                      | US Country              | USR&B                   | AU                      | Album               |
| ---- | --- | ----------------------- | ----------------------- | ----------------------- | ----------------------- | ----------------------- | ----------------------- | ------------------- |
| 1950 | "My Heart Cries For You" (Gold record) /                                                                                             | 2                       |                         | 1                       |                         |                         | 1                       | Guy's Greatest Hits |
| 1950 | "The Roving Kind" | 4                       |                         | 2                       |                         |                         | 2                       | Guy's Greatest Hits |
| 1951 | "You're Just In Love" b/w "Marrying For Love" Both sides with Rosemary Clooney                                                       | 24                      |                         |                         |                         |                         |                         | Non-album tracks    |
| 1951 | "The House of Singing Bamboo" (with Rosemary Clooney) /                                                                              |                         |                         |                         |                         |                         | 3                       | Non-album tracks    |
| 1951 | "The Place Where I Worship" (with Rosemary Clooney)                                                                                  |                         |                         |                         |                         |                         | 6                       | Non-album tracks    |
| 1951 | "Sparrow In The Treetop" / | 8                       |                         | 2                       |                         |                         | 3                       | Guy's Greatest Hits |
| 1951 | "Christopher Columbus" | 27                      |                         |                         |                         |                         |                         | Guy's Greatest Hits |
| 1951 | "A Beggar In Love" / |                         |                         | 4                       |                         |                         | 6                       | Non-album tracks    |
| 1951 | "Unless" | 17                      |                         |                         |                         |                         | 3                       | Non-album tracks    |
| 1951 | "My Truly, Truly Fair" (Gold record) b/w "Who Knows Love" (Non-album track)                                                          | 2                       |                         | 1                       |                         |                         | 1                       | Guy's Greatest Hits |
| 1951 | "Belle Belle My Liberty Belle" / | 9                       |                         | 1                       |                         |                         | 4                       | Guy's Greatest Hits |
| 1951 | "Sweetheart Of Yesterday" | 23                      |                         |                         |                         |                         | 12                      | Non-album tracks    |
| 1951 | "There's Always Room At Our House" /                                                                                                 | 20                      |                         | 4                       |                         |                         | 8                       | Non-album tracks    |
| 1951 | "I Can't Help It" | 28                      |                         |                         |                         |                         |                         | Non-album tracks    |
| 1952 | "(There's A Pawnshop On The Corner In) Pittsburgh, Pennsylvania" (Gold record) b/w "The Doll With A Sawdust Heart" (Non-album track) | 4                       |                         | 3                       |                         |                         | 2                       | Guy's Greatest Hits |
| 1952 | "Wimmin'" b/w "We Won't Live In A Castle"                                                                                            |                         | 27                      | 20                      |                         |                         | 17                      | Non-album tracks    |
| 1952 | "A Little Kiss Goodnight" b/w "Gentle Johnny" Both sides with Doris Day                                                              |                         |                         |                         |                         |                         |                         | Non-album tracks    |
| 1952 | "The Day Of Jubilo" / | 26                      |                         |                         |                         |                         | 4                       | Non-album tracks    |
| 1952 | "You'll Never Be Mine" |                         | 24                      |                         |                         |                         |                         | Non-album tracks    |
| 1952 | "Feet Up (Pat Him on the Po-Po)" b/w "Jenny Kissed Me" (Non-album track)                                                             | 14                      | 18                      | 1 (2 in MM)             |                         |                         | 2                       | Guy's Greatest Hits |
| 1952 | "'Cause I Love You, That's A-Why" b/w "Train Of Love" Both sides with Mindy Carson                                                   | 24                      | 25                      |                         |                         |                         | 8                       | Non-album tracks    |
| 1952 | "Why Should I Go Home" b/w "Don't Rob Another Man's Castle"                                                                          |                         |                         |                         |                         |                         |                         | Non-album tracks    |
| 1953 | "She Wears Red Feathers" / | 19                      | 14                      | 1                       |                         |                         | 5                       | Guy's Greatest Hits |
| 1953 | "Pretty Little Black Eyed Susie" |                         |                         | 2                       |                         |                         | 17                      | Non-album tracks    |
| 1953 | "I Want You For A Sunbeam" b/w "So Am I" Both sides with Mindy Carson                                                                |                         |                         |                         |                         |                         |                         | Non-album tracks    |
| 1953 | "Wise Man Or Fool" b/w "Walkin' and Wond'rin"                                                                                        |                         |                         |                         |                         |                         |                         | Non-album tracks    |
| 1953 | "Tell Us Where The Good Times Are" b/w "There's Nothing As Sweet As My Baby" Both sides with Mindy Carson                            | 23                      |                         |                         |                         |                         |                         | Non-album tracks    |
| 1953 | "Look At That Girl" b/w "Hannah Lee"                                                                                                 |                         |                         | 1                       |                         |                         |                         | Non-album tracks    |
| 1953 | "Chicka Boom" / |                         | 16                      | 4                       |                         |                         | 14                      | Non-album tracks    |
| 1953 | "Cloud Lucky Seven" |                         |                         | 2                       |                         |                         | 19                      | Non-album tracks    |
| 1953 | "Sippin' Soda" / |                         |                         | 11                      |                         |                         | 5                       | Non-album tracks    |
| 1953 | "Strollin' Blues" |                         |                         |                         |                         |                         | 18                      | Non-album tracks    |
| 1954 | "The Cuff Of My Shirt" b/w "Got A Hole In My Sweater"                                                                                |                         |                         | 9                       |                         |                         |                         | Non-album tracks    |
| 1954 | "A Dime and A Dollar" b/w "Tear Down The Mountains"                                                                                  |                         |                         | 8                       |                         |                         |                         | Non-album tracks    |
| 1954 | "There Was Once A Man" b/w "My Heaven and Earth"                                                                                     |                         |                         |                         |                         |                         |                         | Non-album tracks    |
| 1954 | "I Met The Cutest Little Eyeful (At The Eiffel Tower)" b/w "Gee, But You Gotta Come Home"                                            |                         |                         |                         |                         |                         |                         | Non-album tracks    |
| 1955 | "Nobody Home" b/w "Zoo Baby" |                         |                         |                         |                         |                         |                         | Non-album tracks    |
| 1955 | "Man Overboard" b/w "(Otto Drives Me Crazy) Otto's Gotta Go"                                                                         |                         |                         |                         |                         |                         |                         | Non-album tracks    |
| 1955 | "Too Late" b/w "Let Us Be Sweethearts Over Again"                                                                                    |                         |                         |                         |                         |                         |                         | Non-album tracks    |
| 1956 | "Ninety Nine Years (Dead Or Alive)" b/w "Perfume, Candy and Flowers"                                                                 | 23                      | 19                      |                         |                         |                         | 26                      | Non-album tracks    |
| 1956 | "When Blinky Blows" / |                         |                         |                         |                         |                         | 22                      | Non-album tracks    |
| 1956 | "Belonging" |                         |                         |                         |                         |                         | 25                      | Non-album tracks    |
| 1956 | "Give Me A Carriage With Eight White Horses" b/w "I Used To Yate Ya"                                                                 |                         |                         |                         |                         |                         | 42                      | Non-album tracks    |
| 1956 | "Finders Keepers" b/w "I'd Like To Say A Few Words About Texas"                                                                      |                         |                         |                         |                         |                         |                         | Non-album tracks    |
| 1956 | "Singing The Blues" / | 1                       | 1                       | 1                       |                         | 4                       | 1                       | Guy's Greatest Hits |
| 1956 | "Crazy With Love" | 53                      |                         |                         |                         |                         | 42                      | Non-album track     |
| 1957 | "Knee Deep In The Blues" / | 16                      | 15                      | 3                       |                         |                         | 13                      | Guy's Greatest Hits |
| 1957 | "Take Me Back Baby" | 47                      | 38                      |                         |                         |                         | 30                      | Non-album track     |
| 1957 | "Rock-A-Billy" b/w "Hoot Owl" (Non-album track)                                                                                      | 10                      | 13                      | 1                       |                         |                         | 10                      | Guy's Greatest Hits |
| 1957 | "In The Middle Of A Dark Dark Night" /                                                                                               |                         |                         | 25                      |                         |                         | 49                      | Non-album tracks    |
| 1957 | "Sweet Stuff" | 83                      | 51                      | flip                    |                         |                         |                         | Non-album tracks    |
| 1957 | "Call Rosie On The Phone" b/w "Cure For The Blues"                                                                                   |                         |                         | 17                      |                         |                         |                         | Non-album tracks    |
| 1958 | "The Lord Made A Peanut" b/w "(I'm Walkin' Down A) One Way Street"                                                                   |                         |                         |                         |                         |                         | 56                      | Non-album tracks    |
| 1958 | "C'mon Let's Go" b/w "The Unbeliever"                                                                                                |                         |                         |                         |                         |                         | 71                      | Non-album tracks    |
| 1958 | "Till We're Engaged" b/w "Hey, Madame"                                                                                               |                         |                         |                         |                         |                         |                         | Non-album tracks    |
| 1958 | "Honey Brown Eyes" b/w "Hangin' Around"                                                                                              |                         |                         |                         |                         |                         | 92                      | Non-album tracks    |
| 1959 | "Butterfly Doll" b/w "Let It Shine, Let It Shine"                                                                                    |                         |                         |                         |                         |                         | 87                      | Non-album tracks    |
| 1959 | "Half As Much" b/w "Guilty Heart" |                         |                         |                         |                         |                         |                         | Non-album tracks    |
| 1959 | "Pride O'Dixie" b/w "Alias Jesse James"                                                                                              |                         |                         |                         |                         |                         |                         | Non-album tracks    |
| 1959 | "I'm Gonna Leave You Now" (with The Easy Riders) b/w "Loosen Up Lucy"                                                                |                         |                         |                         |                         |                         |                         | Non-album tracks    |
| 1959 | "Heartaches By The Number" b/w "Two"                                                                                                 | 1                       | 1                       | 5                       |                         | 19                      | 3                       | Non-album tracks    |
| 1960 | "The Same Old Me" b/w "Build My Gallows High" (from Songs Of The Open Spaces 10" LP)                                                 | 51                      | 103                     |                         |                         |                         |                         | Non-album tracks    |
| 1960 | "Symphony of Spring" b/w "Cry Hurtin’ Heart" (Non-album track)                                                                       |                         |                         |                         |                         |                         |                         | A Guy in Love       |
| 1960 | "My Shoes Keep Walking Back To You" b/w "Silver Moon Upon The Golden Sands"                                                          | 45                      | 106                     |                         |                         |                         | 63                      | Sunshine Guitar     |
| 1960 | "Sunshine Guitar" b/w "Ridin' Around In The Rain"                                                                                    |                         |                         |                         |                         |                         |                         | Sunshine Guitar     |
| 1961 | "Your Goodnight Kiss" b/w "Follow Me"                                                                                                | 106                     |                         |                         |                         |                         | 100                     | Non-album tracks    |
| 1961 | "Divorce" b/w "I'll Just Pretend" |                         |                         |                         |                         |                         |                         | Non-album tracks    |
| 1961 | "Soft Rain" b/w "Big Big Change" |                         |                         |                         |                         |                         |                         | Non-album tracks    |
| 1962 | "Charlie's Shoes" b/w "Rusty Old Halo"                                                                                               | 110                     | 143                     |                         |                         |                         |                         | Non-album tracks    |
| 1962 | "Go Tiger Go" b/w "If You Ever Go Away (I'll Go Out and Eat Some Worms)"                                                             | 101                     | 123                     |                         |                         |                         |                         | Non-album tracks    |
| 1963 | "Have I Told You Lately That I Love You" b/w "Blue Violet"                                                                           |                         |                         |                         |                         |                         |                         | Non-album tracks    |
| 1966 | "The Best Thing That Ever Happened To Me" b/w "If I Had My Life To Live Over"                                                        |                         |                         |                         |                         |                         |                         | Non-album tracks    |
| 1967 | "Traveling Shoes" b/w "Every Night Is A Lifetime"                                                                                    |                         |                         |                         | 51                      |                         |                         | Traveling Shoes     |
| 1968 | "Alabam" b/w "Irene Good-Bye" |                         |                         |                         | 61                      |                         |                         | Traveling Shoes     |
| 1968 | "Frisco Line" b/w "Singing The Blues" (from Traveling Shoes)                                                                         |                         |                         |                         | 71                      |                         |                         | Singin' Up A Storm  |
| 1969 | "Get It Over" b/w "Just Wish You'd Maybe Change Your Mind"                                                                           |                         |                         |                         |                         |                         |                         | Singin' Up A Storm  |
| 1970 | "Singing The Blues" b/w "Heartaches By The Number" (from Heartaches By The Number)                                                   |                         |                         |                         |                         |                         |                         | Traveling Shoes     |

## Leghíresebb dalai
- "My Heart Cries for You" (1950)[9]
- "The Roving Kind" (1951) [9]
- "My Truly, Truly Fair" (1951) [9]
- "Sparrow In The Treetop" (1951) [9]
- "Pittsburgh, Pennsylvania" (1952) [9]
- "She Wears Red Feathers" (1953) [9]
- "Belle, Belle, My Liberty Belle" (1951)
- "Feet Up (Pat Him On The Po-po)" (1952)
- "Heartaches by the Number" [9] (1959)
- "Knee Deep in the Blues" (1957)
- "Look At That Girl" (1953)
- "Ninety Nine Years (Dead or Alive)" (1956)
- "Pretty Little Black Eyed Susie" (1953)
- "Rock-a-Billy" (1957)
- "The Same Old Me" (1960)
- "Singing the Blues" (1956)
- "The Roving Kind" (1950)
- "Cloud Lucky Seven" (1953)
- "Unless" (1951)

## Filmográfia
- Those Redheads from Seattle (1953, Paramount)
- Red Garters (1954, Paramount)
- Mirth and Melody (1956, Universal)
- The Young Guns (1956, Allied Artists)
- Alias Jesse James (1959, United Artists)
- The Wild Westerners (1962, Columbia)